# Уганик
Уганик (англ. Uganik Island) — остров в Кадьякском архипелаге. В административном отношении относится к боро Кадьяк-Айленд, штат Аляска, США. Расположен вблизи северо-западного побережья острова Кадьяк. Является частью национального резервата дикой природы Кадьяк. Впервые упомянут российским мореплавателем Лисянским в 1805 году, нанесён окончательно на карту русским гидрографом Михаилом Тебеньковым в 1852 году.
Остров составляет примерно 25 км в длину и 8 км в ширину. Площадь — 146,7 км². Самая высокая точка острова составляет 219 м над уровнем моря. Постоянного населения нет.